# American Pie 2
American Pie 2 er en amerikansk film fra 2002. Filmen, som blev skrevet af Adam Herz og David H. Steinberg, er en direkte opfølger til successen American Pie. I filmen mødes de fire venner fra den første film til en ny sommerferie efter, deres første år på college. Filmen blev lanceret i USA den 10. august 2001, og indtjente mere end 145 millioner dollar i USA og 142 millioner dollar i resten ag verden. American Pie 2 har også en opfølger: American Pie 3: Brylluppet (2003).

## Handling
For personerne i filmen er der gået et år siden de sidst var samlet. Det sidste år har de gået på forskellige universiteter rundt omkring i landet, og derfor ikke haft muligheden for at holde kontakten i lige stor grad som før. Men nu er det sommer, og så skal tropperne samles igen. Det forrige år indgik Jim (Jason Biggs), Kevin (Thomas Ian Nicholas), Oz (Chris Klein) og Paul (Eddie Kaye Thomas) en pakt om at miste sin mødom inden afslutningsfesten for gymnasiet var ovre. Denne gang indgår de en pagt om at gøre denne sommer til deres bedste nogensinde. Kevin tager kontakt med sin storebror for at få nogle tips, og efter det går turen til et stort hus de har lejet på kysten. For at finansiere ferien må de også tage Stifler (Seann William Scott) med sig, hvilket især Jim er meget imod. Meget er ved det samme som året før, men enkelte ting har forandret sig. Kevin og Vicky (Tara Reid) har slået op. Oz er stadig sammen med Heather (Mena Suvari). Jim drømmer stadig om Nadia (Shannon Elizabeth) og Paul drømmer om Stiflers mor. Stifler selv er lige så vild og pigetosset som altid. Før banden drager mod deres sommerhuset bliver Jim ringet op af Nadia, og får at vide at hun kommer for at besøge ham. Nu ønsker han at komme sig i god form så at han ikke skuffer hende, men sidste gang han ’gjorde det’ (med Michelle (Alyson Hannigan)) var det en fiasko. Så for at være sikker på ikke at skuffe opsøger han derfor den eneste pige han kender som vil have noget som helst med ham at gøre; Michelle som er på ’band camp’ ikke langt fra deres feriehus.

## Skuespillere
- Jason Biggs som Jim Levenstein
- Chris Klein som Chris 'Oz' Ostreicher
- Thomas Ian Nicholas som Kevin Myers
- Alyson Hannigan som Michelle Flaherty
- Shannon Elizabeth som Nadia
- Tara Reid som Victoria 'Vicky' Lathum
- Eddie Kaye Thomas som Paul Finch
- Seann William Scott som Steve Stifler
- Eugene Levy som Jims far
- Natasha Lyonne som Jessica
- Mena Suvari som Heather
- Jennifer Coolidge som Jeannine Stifler (Stiflers mor)
- Chris Owen som Chuck Sherman
- Eli Marienthal som Stiflers bror
- Casey Affleck som Tom Myers
- Joelle Carter som Natalie
- John Cho som MILF guy #1
- Adam Brody som High School Guy.

## Musik (soundtrack)
1. blink-182 – "Everytime I Look for You"
2. Green Day – "Scumbag"
3. Left Front Tire – "Bring You Down"
4. American Hi-Fi – "Vertigo"
5. Uncle Kracker – "Split This Room in Half"
6. 3 Doors Down – "Be Like That" (edit)
7. Alien Ant Farm – "Good (For a Woman)"
8. Angela Ammons – "Always Getting over You"
9. Jettingham – "Cheating"
10. Flying Blind – "Smokescreen"
11. Fenix*TX – "Phoebe Cates"
12. The Exit – "Susan"
13. Sum 41 – "Fat Lip"
14. Lucia – "I Will"
15. Oleander – "Halo"